# Brayan Angulo
Brayan Alexis Angulo León (ur. 2 listopada 1989 w Cali) – kolumbijski piłkarz z obywatelstwem hiszpańskim występujący na pozycji lewego obrońcy, reprezentant Kolumbii, od 2023 roku zawodnik meksykańskiej Puebli.

## Kariera klubowa
Angulo pochodzi z miasta Cali, gdzie rozpoczynał pierwsze treningi piłkarskie w szkółce młodzieżowej Real Tumaco. Jest jednak wychowankiem akademii juniorskiej tamtejszego América de Cali, do której zaczął uczęszczać jako dziewięciolatek, zaś do pierwszej drużyny został włączony już w wieku szesnastu lat przez argentyńskiego szkoleniowca Ricardo Garecę. W Categoría Primera A zadebiutował w 2006 roku, mimo młodego wieku szybko zostając jednym z ważniejszych zawodników ekipy i notując regularne występy w formacji defensywnej. Premierowego gola w najwyższej klasie rozgrywkowej strzelił 18 marca 2007 w zremisowanych 2:2 derbach miasta z Deportivo Cali. Dzięki swoim udanym występom był regularnie powoływany do reprezentacji juniorskich i zyskał uznanie jako jeden z najlepszych obrońców młodego pokolenia w lidze kolumbijskiej, będąc opisywanym jako ofensywnie grający boczny defensor; czasami grał nawet na pozycji skrzydłowego. Ogółem w barwach Amériki spędził dwa lata bez większych sukcesów drużynowych.
W lipcu 2007 karta zawodnicza Angulo została wykupiona przez hiszpańskie przedsiębiorstwo Invertfutbol, które wobec fiaska ulokowania go w jednym z zespołów z tamtejszej Primera División, przeniosło go do portugalskiej ekipy Boavista FC z miasta Porto. Ze względu na początkowy brak odpowiedniego certyfikatu, zawodnik był jednak zdolny do gry dopiero siedem miesięcy po transferze i w Primeira Liga zadebiutował dopiero 3 lutego 2008 w wygranym 4:3 spotkaniu z FC Paços de Ferreira. Już do końca sezonu 2007/2008 był podstawowym zawodnikiem Boavisty; jego klub zajął wówczas dziewiąte miejsce w lidze, lecz ostatecznie został relegowany do drugiej ligi za czyny korupcyjne sprzed czterech lat. Bezpośrednio po tym Angulo za pośrednictwem Invertfutbol przez kilka miesięcy bezskutecznie usiłował znaleźć zatrudnienie w klubach z Hiszpanii, Grecji i Niemiec, wobec czego przez pół roku pozostawał bez klubu.
W styczniu 2009 Angulo podpisał umowę z kolejnym portugalskim zespołem – Leixões SC z siedzibą w Matosinhos. Tam zanotował udane sześć miesięcy; jako kluczowy piłkarz defensywy zajął w sezonie 2008/2009 wysokie, szóste miejsce w lidze (najlepsze w historii klubu), a po rozgrywkach za sumę 100 tysięcy euro przeniósł się na roczne wypożyczenie do hiszpańskiego Deportivo La Coruña. Trapiony kontuzjami, nie zanotował jednak żadnego występu ligowego, będąc wyłącznie rezerwowym dla Filipe Luísa, lecz mimo to po roku został wykupiony z Invertfutbol przez Deportivo na stałe za milion dolarów (za 60% karty zawodniczej). Natychmiast oddano go na wypożyczenie do drugoligowego Rayo Vallecano z Madrytu, z którym na koniec sezonu 2010/2011 wywalczył awans do pierwszej ligi (z drugiego miejsca), lecz sam wystąpił w barwach Rayo zaledwie czterokrotnie. Pod jego nieobecność Deportivo spadło z kolei do drugiej ligi.
Latem 2011 Angulo został piłkarzem trzecioligowego CD Atlético Baleares z miasta Palma de Mallorca, gdzie jako czołowy piłkarz rozgrywek Segunda División B spędził rok. Zaraz potem na zasadzie wolnego transferu podpisał trzyletni kontrakt z grającym na najwyższym szczeblu klubem Granada CF, w którego barwach 30 września 2012 w wygranym 2:1 spotkaniu z Celtą zadebiutował w hiszpańskiej Primera División. Pierwszego gola strzelił natomiast 5 stycznia 2013 w przegranej 1:2 konfrontacji z Valencią. W pierwszym sezonie był alternatywą dla Guilherme Siqueiry, lecz po jego odejściu wywalczył sobie niepodważalną pozycję na lewej obronie Granady. Łącznie w ekipie tej występował przez dwa sezony, w obydwóch plasując się na piętnastym miejscu w tabeli, a w międzyczasie otrzymał hiszpańskie obywatelstwo w wyniku kilkuletniego zamieszkiwania w tym kraju.
W lipcu 2014 Angulo za półtora miliona euro przeszedł do mistrza Bułgarii – Łudogorca Razgrad. W A PFG zadebiutował 19 lipca 2014 w przegranym 0:1 meczu z FK Chaskowo, a w sezonie 2014/2015 jako podstawowy piłkarz ekipy Georgija Dermendżijewa wywalczył mistrzostwo Bułgarii oraz wywalczył krajowy superpuchar. Wziął także udział w fazie grupowej Lidze Mistrzów UEFA (zanotował jeden występ). W rozgrywkach 2015/2016 również zdobył z Łudogorcem tytuł mistrzowski, lecz tym razem jego wkład w ten sukces był nieporównywalnie mniejszy – rozegrał jedynie sześć ligowych meczów, częściej pojawiając się na placu gry w drugoligowych rezerwach. Zaraz potem za sumę 1,1 miliona dolarów przeniósł się do meksykańskiej drużyny Chiapas FC z siedzibą w Tuxtla Gutiérrez; w tamtejszej Liga MX zadebiutował 31 lipca 2016 w wygranym 1:0 pojedynku z Tolucą.
| Sezon     | Klub                 | Kraj       | Rozgrywki          | Mecze | Bramki |
| --------- | -------------------- | ---------- | ------------------ | ----- | ------ |
| 2006      | América de Cali      | Kolumbia   | Liga Águila        | 17    | 0      |
| 2007      | América de Cali      | Kolumbia   | Liga Águila        | 18    | 1      |
| 2007/2008 | Boavista FC          | Portugalia | Primeira Liga      | 13    | 0      |
| 2008/2009 | Leixões SC           | Portugalia | Primeira Liga      | 17    | 0      |
| 2009/2010 | Deportivo La Coruña  | Hiszpania  | Primera División   | 0     | 0      |
| 2010/2011 | Rayo Vallecano       | Hiszpania  | Segunda División   | 4     | 0      |
| 2011/2012 | CD Atlético Baleares | Hiszpania  | Segunda División B | 39    | 2      |
| 2012/2013 | Granada CF           | Hiszpania  | Primera División   | 15    | 1      |
| 2013/2014 | Granada CF           | Hiszpania  | Primera División   | 34    | 0      |
| 2014/2015 | Łudogorec Razgrad    | Bułgaria   | A PFG              | 20    | 0      |
| 2015/2016 | Łudogorec Razgrad    | Bułgaria   | A PFG              | 6     | 0      |
| 2016/2017 | Chiapas FC           | Meksyk     | Liga MX            |       |        |

## Kariera reprezentacyjna
W seniorskiej reprezentacji Kolumbii Angulo zadebiutował za kadencji selekcjonera José Néstora Pekermana, 18 listopada 2014 w wygranym 1:0 meczu towarzyskim ze Słowenią.